# Moritz Steinla
Moritz Steinla (pseudonyme de Franz Anton Erich Moritz Müller), né le 21 août 1791 à Steinlah (ortsteil de Haverlah) et mort le 21 septembre 1858 à Dresde, est un graveur et peintre allemand.

## Biographie
Franz Anton Erich Moritz Müller naît le 21 août 1791 à Steinlah, dans l'ortsteil de Haverlah.
Après avoir étudié à l'académie des arts de Dresde, il obtient une bourse royale pour poursuivre ses études en Italie. Il travaille à Florence et à Milan avec Morghen puis avec Longhi et grave les œuvres des anciens maîtres italiens. En 1851, il se rend à Madrid pour graver la Madone aux poissons de Raphaël.
Moritz Steinla meurt le 21 septembre 1858 à Dresde.

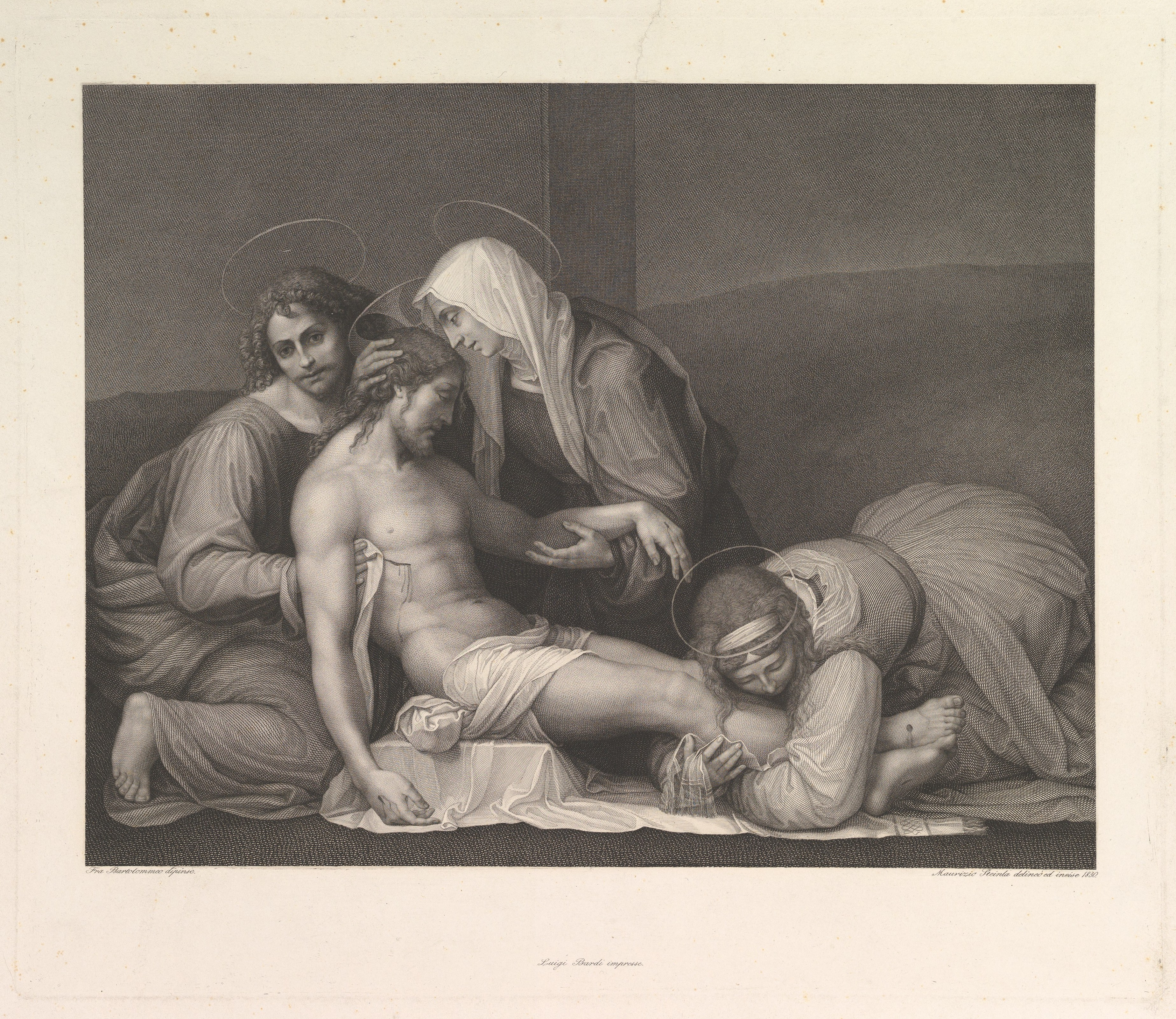
La Lamentation du Christ, gravure d'après Fra Bartolomeo (1841, Metropolitan Museum of Art).
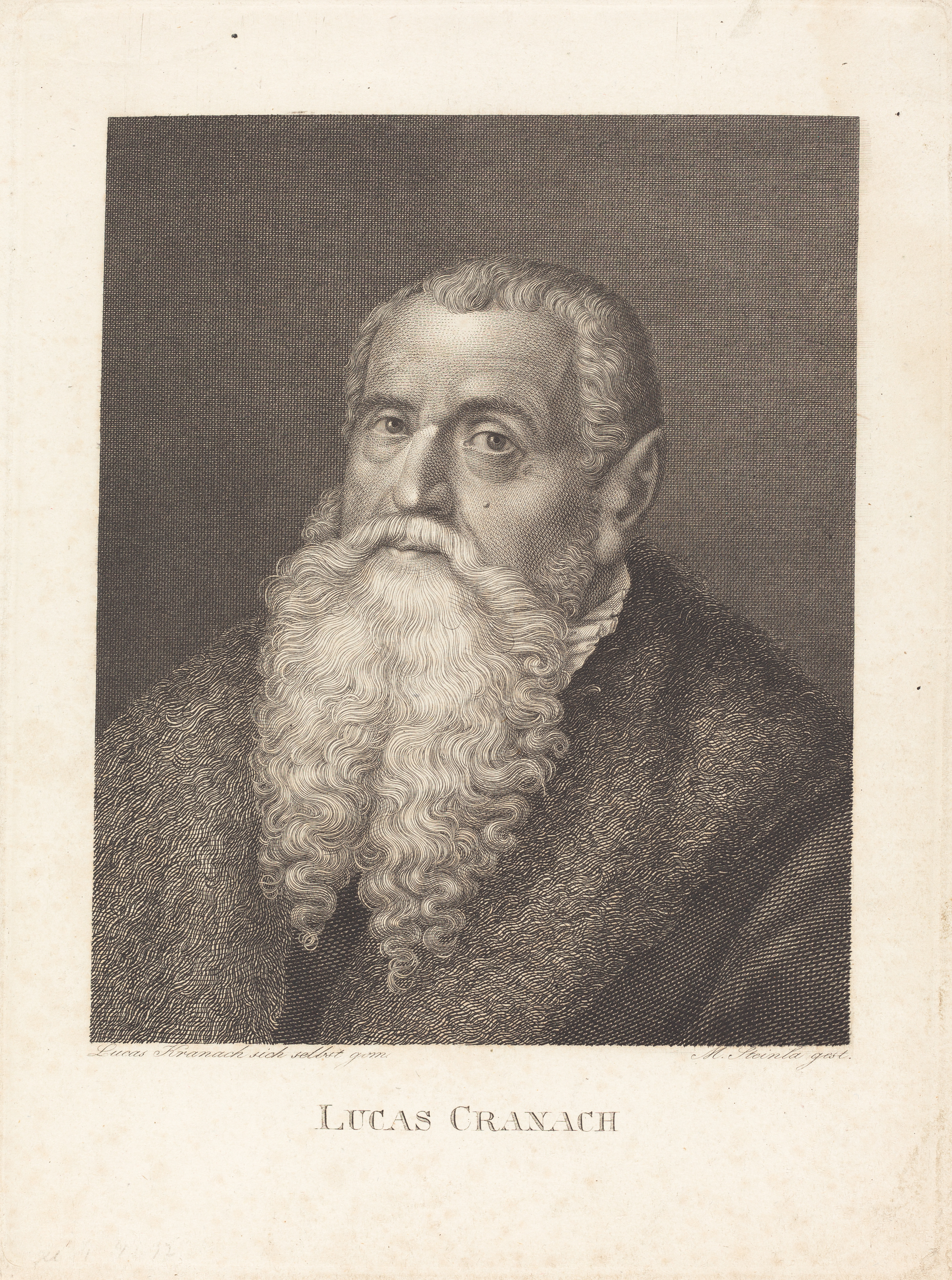
Portrait de Lucas Cranach l'Ancien (National Gallery of Art).